# Nutrición heterótrofa

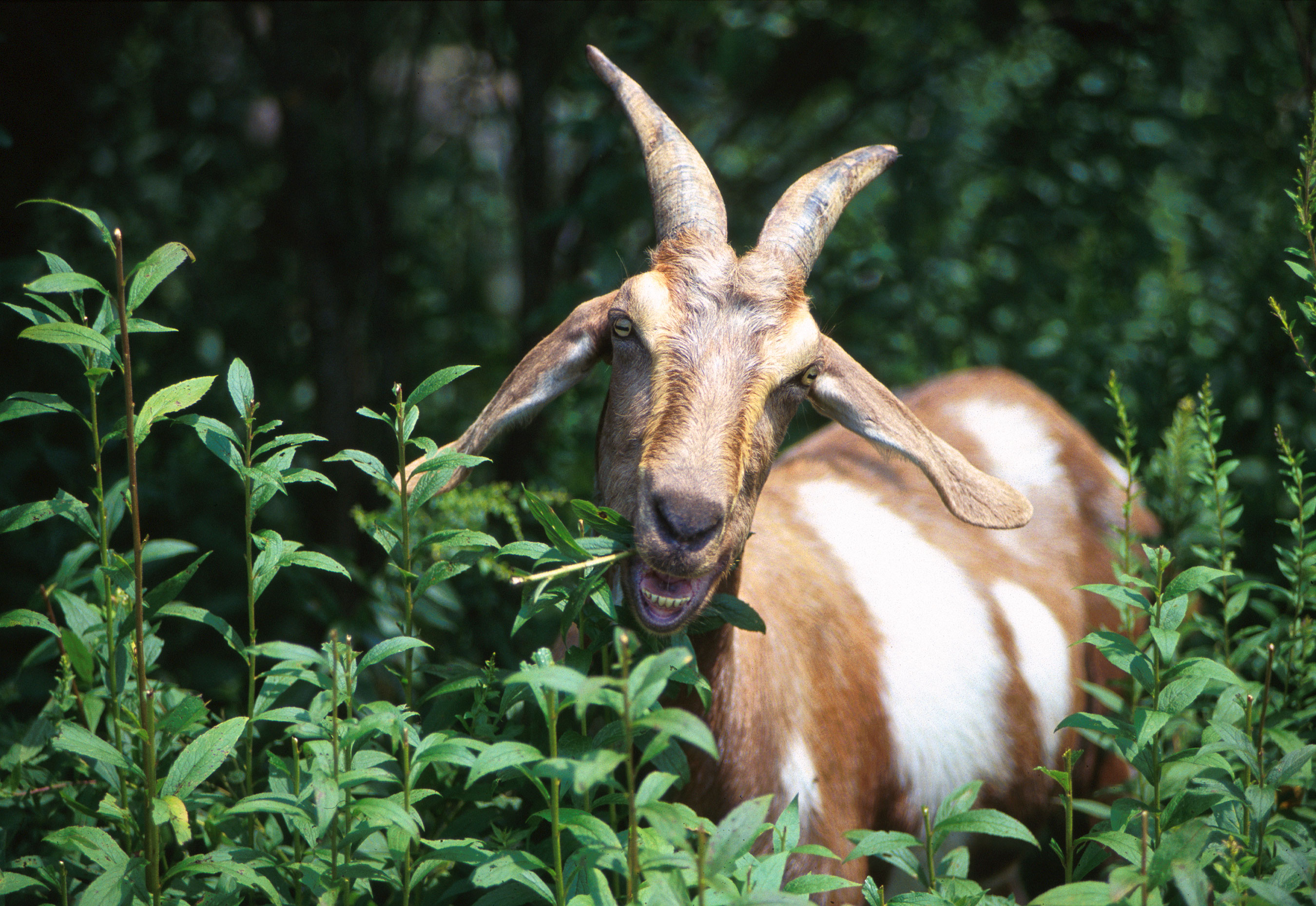
Cabra alimentándose de las hojas de una planta.

La nutrición heterótrofa es aquella en la cual los organismos obtienen sus nutrientes y energía a partir de materia orgánica —en contraste con la nutrición autótrofa en la que la  materia inorgánica es usada para esos fines—. Los animales, los protozoos, los hongos, los mohos mucilaginosos y gran parte de las bacterias y las arqueas son organismos heterótrofos. Estos organismos pueden ser clasificados en osmótrofos y fagótrofos dependiendo su forma de nutrición. La mayoría de los hongos, las bacterias y arqueas no autótrofas son osmótrofos porque obtienen sus nutrientes por absorción osmótica de sustancias disueltas. Mientras que los animales, protozoos, mohos mucilaginosos y algunos hongos (como Orbiliomycetes) son fagótrofos debido a que se nutren ingiriendo organismos enteros o partes de un organismo.
En el organismo heterótrofo las sustancias nutritivas son materias orgánicas, ricas en energía (carbohidratos, lípidos, proteínas), pues los seres heterótrofos son incapaces de transformar materia inorgánica en orgánica. Estos organismos, por tanto, dependen de la materia orgánica sintetizada por los organismos autótrofos, o de otros seres heterótrofos.

## Etapas de la nutrición en las células

Cadena trófica. El primer eslabón o nivel trófico es el productor, que obtiene la energía de la luz del sol, mediante la fotosíntesis.
Los siguientes eslabones la obtienen del eslabón inmediatamente anterior y tienen una nutrición heterótrofa.

El proceso de nutrición heterótrofa de una célula se puede dividir en las siguientes etapas:
1. Captura: La célula atrae las partículas alimenticias, creando torbellinos mediante sus cilios o flagelos, o emitiendo seudópodos, que engloban el alimento.
2. Ingestión: La célula introduce el alimento en una vacuola alimenticia o fagosoma. Algunas células ciliadas, como los paramecios, tienen una especie de boca, llamada citostoma, por la que fagocitan el alimento.
3. Digestión: Los lisosomas vierten sus enzimas digestivas en el fagosoma, que así se transformará en vacuola digestiva. Las enzimas descomponen los alimentos en las pequeñas moléculas que las forman.
4. Paso de membrana. Las pequeñas moléculas liberadas en la digestión atraviesan la membrana de la vacuola y se difunden por el citoplasma.
5. Defecación o egestión: La célula expulsa al exterior las moléculas que no le son útiles.
6. Metabolismo. Es el conjunto de reacciones químicas que tienen lugar dentro de las células de los organismos vivos y que permiten la realización de las funciones vitales.
7. Excreción: La excreción es la eliminación de los productos que se generan durante el metabolismo.

### Fases del metabolismo
El metabolismo se divide en dos fases:
1. Anabolismo o fase de construcción en la que, utilizando la energía bioquímica procedente del catabolismo y las pequeñas moléculas procedentes de la digestión, se sintetizan grandes moléculas orgánicas.
2. Catabolismo o fase de destrucción, en la que la materia orgánica, mediante la respiración celular, es oxidada en el interior de las mitocondrias, obteniéndose energía bioquímica.[8]